# Rugby à XIII au Maroc
Le rugby à XIII est un sport pratiqué au Maroc  depuis le milieu des années 1990.
Au regard de l'histoire du rugby à XIII, dont on considère 1895 comme l'année de naissance, il s'agit donc d'un sport introduit assez tardivement dans ce pays. Mais le Maroc est un des premiers pays africains, avec l'Afrique du Sud, à avoir été reconnu sur le plan international.
Contrairement au rugby à XV, il n'est pas la survivance d'un passé colonial.
Le Maroc est considéré comme un pilier du rugby à XIII en Afrique. Il se voit accorder très tôt un statut de membre de la fédération internationale de rugby à XIII et participe étroitement aux travaux de la fédération européenne, auquel il est affilié.
Malgré des débuts promoteurs, de grandes difficultés, parfois d'origine politique, entravent son développement, au profit de son concurrent « quinziste ».
Cependant, l'année 2019 semble marquer la renaissance de ce rugby dans le Royaume, puisque le pays voit la mise en place d'un nouveau championnat, et voit sa participation confirmée à la Coupe d'Afrique des nations de rugby à XIII.

## Histoire
L'introduction du sport dans le pays, est le fait d'un homme, Hussein M'Barki. Celui-ci quitte en effet son pays pour jouer au rugby à 15 à Cahors, pour ensuite embrasser une carrière de treiziste en Angleterre, où il joue dans des clubs anglais tels qu' Oldham, Warrington et Hull avec sa meilleure saison à Fulham en 1981.

À la fin de sa carrière, il devient Chargé de développement (Development officer) pour la Fédération anglaise de rugby à XIII; il met alors en place des tournées de sélections britanniques dans au Maroc, avec la réception d'une équipe estudiantine britannique et de l'équipe de la BARLA au mois de mars 1994. Un an plus tard, un championnat national est mis en place: il comporte six équipes basées dans quatre villes (Rabat, Casablanca, Marrakech et Safi).
| \| Rabat Casablanca Marrakech Safi \| Les villes pionnières du XIII au Maroc |
| Rabat Casablanca Marrakech Safi                                              |

## Fédération marocaine de rugby à XIII
En 2006, la fédération acquiert une reconnaissance au niveau international. En effet sous l’impulsion de la FFR XIII et de son secrétaire Christophe Jouffret et du président de la Rugby league international Fédération ( RLIF ), Richard Lewis , l’association  Maroc Rugby League représente le Maroc au bureau de la Rugby League European Federation avec le statut de membre observateur .Le président est alors Abdelouahed Nouredine , un ancien joueur du championnat de France.
Mais la fédération marocaine est vite confrontée à un certain nombre de problèmes.
En effet, comme cela se voit parfois dans certaines nations émergentes, les autorités nationales chargées du rugby à 15 multiplient les obstacles face à ce qu'elles perçoivent comme un potentiel concurrent.
Le Maroc n'échappe pas à la règle avec cependant une attitude de non-reconnaissance du rugby à XIII de la part du Califat marocain, qui ajoute une dimension politique aux difficultés de développement du rugby à XIII dans le pays. Alors que les dirigeants treizistes n'ont jamais montré la moindre hostilité ni à l'égard du roi, ni à l'égard du gouvernement, ni de la religion islamique, ceux-ci se heurtent à un blocage administratif, dont les raisons demeurent inexpliquées.
Cette opposition voit son paroxysme en 2013 lors de la visite de l'équipe des GB Students Pionneers, sélection estudiantine britannique, qui voit certains matchs annulés (trois sur quatre) en raison de l'intervention de la FRMR  XV . Plus précisément, les autorités quinzistes parviennent à empêcher l'accès des stades aux joueurs de rugby à XIII, qui se trouvent littéralement « enfermés dehors3 ».
En 2015, la difficulté est loin d'être levée, puisque l'opposition de cette fédération locale est relayée par le ministère des Sports : les instances treizistes sont donc obligées de solliciter l'aide de l'Union Européenne et du député européen britannique Claude Moraes pour faire bouger les positions du gouvernement marocain10.
En 2017-2018, le treize marocain connaît un nouveau départ avec une assemblée générale constitutive qui se déroule à Casablanca. Les statuts de la Fédération marocaine de rugby à XIII sont adoptés et déposés auprès des autorités et de la RLIF. Douze personnes constituent le Comité directeur et Yamina Abdesselem devient la première femme présidente  Européenne et Africaine[Quoi ?]de la toute nouvelle FMRL XIII.
Une douzaine de clubs se constituent dans la lancée et six d'entre eux - dont Guelmine, Nadour Arkmane, les Aigles de Casablanca, Club union sportive Casablanca... - déposent leurs statuts et jouent un Championnat national dès janvier 201911.

## Championnat
Le premier championnat national débute en 1995 :  il comporte six équipes basées dans quatre villes (Rabat, Casablanca, Marrakech et Safi).
Le championnat national se déroule bien en 1996-1997, mais non sans quelques restrictions, à la grande frustration de son dirigeant M'Barki : le manque de financement mais aussi le manque de support des autorités internationales en sont les causes probables.
En 1998, la situation est telle que, faute de financement, Hussein M'Barli est obligé de financer le développement du sport dans son pays, sur ses deniers propres et l'aide de quelques sponsors. Le Maroc essaie de se tourner vers le championnat de France et des joueurs comme Abderazak El Khalouki, qui manifestent leur souhait de jouer pour leur pays natal.
En 1999, malgré toutes ces difficultés, la Fédération marocaine lance un tournoi de rugby à IX à Casablanca, qui voit la victoire de « Casablanca sud », qui bat alors Rabat sur le score de 32 à 18.
Après une longue période d'absence, le championnat renait en 2018 : le premier champion de la nouvelle ère est le club de Assalam Guelmim Rugby qui bat celui de Nadour Arkman Rugby sur le score de 4 à 0.

## Équipe nationale
L'équipe possède une équipe nationale dès 1995, mais en 2019  ne sera toujours pas parvenue à se qualifier pour la Coupe du monde. Elle dispute la Coupe de la méditerranée dans les années 2000, avec comme meilleur résultat une place de finaliste en 1999.
En 2019, le pays participe au Championnat du Moyen-Orient et d'Afrique  qui se déroule au Nigeria du 2 au 5 octobre 2019, au cours de laquelle il rencontre le Cameroun .
S'il gagne ce match, il disputera la finale de cette première coupe contre le vainqueur du match Nigeria-Ghana.
A noter que le rugby à XIII fauteuil se développe également dans le pays, un sélectionneur français, Jean-Jacques Bédué, ayant été nommé à la tête de l'équipe nationale.

## Médiatisation
Celle-ci est modeste , elle est assurée de façon épisodique par les médias britanniques ( Rugby League World et Rugby Leaguer & League Express) et français ( Treize Mondial et Planète XIII, le « descendant » de Treize Magazine) .